# Lluís Dubón Portolés
Lluís Dubón Portolés (València, 17 de juliol de 1892, 28 d'agost de 1952) va ser un pintor, il·lustrador, dibuixant d'historietes i artista faller valencià. Guanyador de gran quantitat de premis en totes aquestes àrees, pertany a la primera generació d'autors del còmic valencià, junt a noms com Juan Pérez del Muro i Enrique Pertegás.

## Biografia

Bandera d'Esquerra Valenciana.

Nascut al barri valencià de Benicalap, Lluís Dubón va estudiar a l'Escola de Belles Arts de San Carles i com a pintor, va obtenir en 1909 la Medalla d'Argent en l'Exposició Regional.
El 1916 va aconseguir un Segon Premi a la Secció de Cartells i Dibuixos de l'Exposició de Pintura i Escultura de la Joventut Artística Valenciana, i el Primer Premi de Cartells dels Festeigs de Maig. L'any 1922 es va traslladar a Madrid, en ser contractat com a director artístic. Va col·laborar-hi a la revista Macaquete
El 1932 va tornar a València, on des de feia uns anys venia publicant la historieta  Fábulas ilustradas en el suplement Los Chicos, publicat a El Mercantil Valenciano. També va dissenyar el suplement Niños.
Durant la Guerra Civil va realitzar cartells de propaganda republicana, a destacar un famós cartell per al partit Esquerra Valenciana amb una al·legoria de la república vestida de fallera i una gran estrelada, treball conegut com "el cartell de Dubón".
En acabar la guerra, es va dedicar a realitzar falles. En la seua producció com artista faller es troben "Museu de Folklore valencià" per la comissió Mercat Central al 1933, "Antics i nous rics" per la comissió Plaça Dr. Collado al 1947 i"Viatgers" per la comissió Ferroviària i tramviària al 1948 entre d'altres. També va participar en la realització de carrosses per la batalla de flors de València.

## Obra
- 1930 Lilí, el Mono Sabio en "Macaquete"
- 1930 Travesuras del Mono Poli en "Macaquete"
- 1931 El Gigante Trotamundos en "Macaquete"
- 1931 Cosas de Polichinela en "Macaquete"
- 1931 20.000 kilómetros de viaje aéreo en "Macaquete"
- 1932 Fábulas ilustradas en "Los Chicos"
- 1932 Cosas de Don Rufo y Pirulo en "Niños"[3]
- 1933 Museu de Folklore Valencià per la comissió Mercat Central
- 1947 Antics i nous rics per la comissió Plaça Dr. Collado
- 1948 Viatgers per la comissió Ferroviària i tramviària